# Drague à élinde traînante
 (avril 2017).
Si vous disposez d'ouvrages ou d'articles de référence ou si vous connaissez des sites web de qualité traitant du thème abordé ici, merci de compléter l'article en donnant les références utiles à sa vérifiabilité et en les liant à la section « Notes et références ».

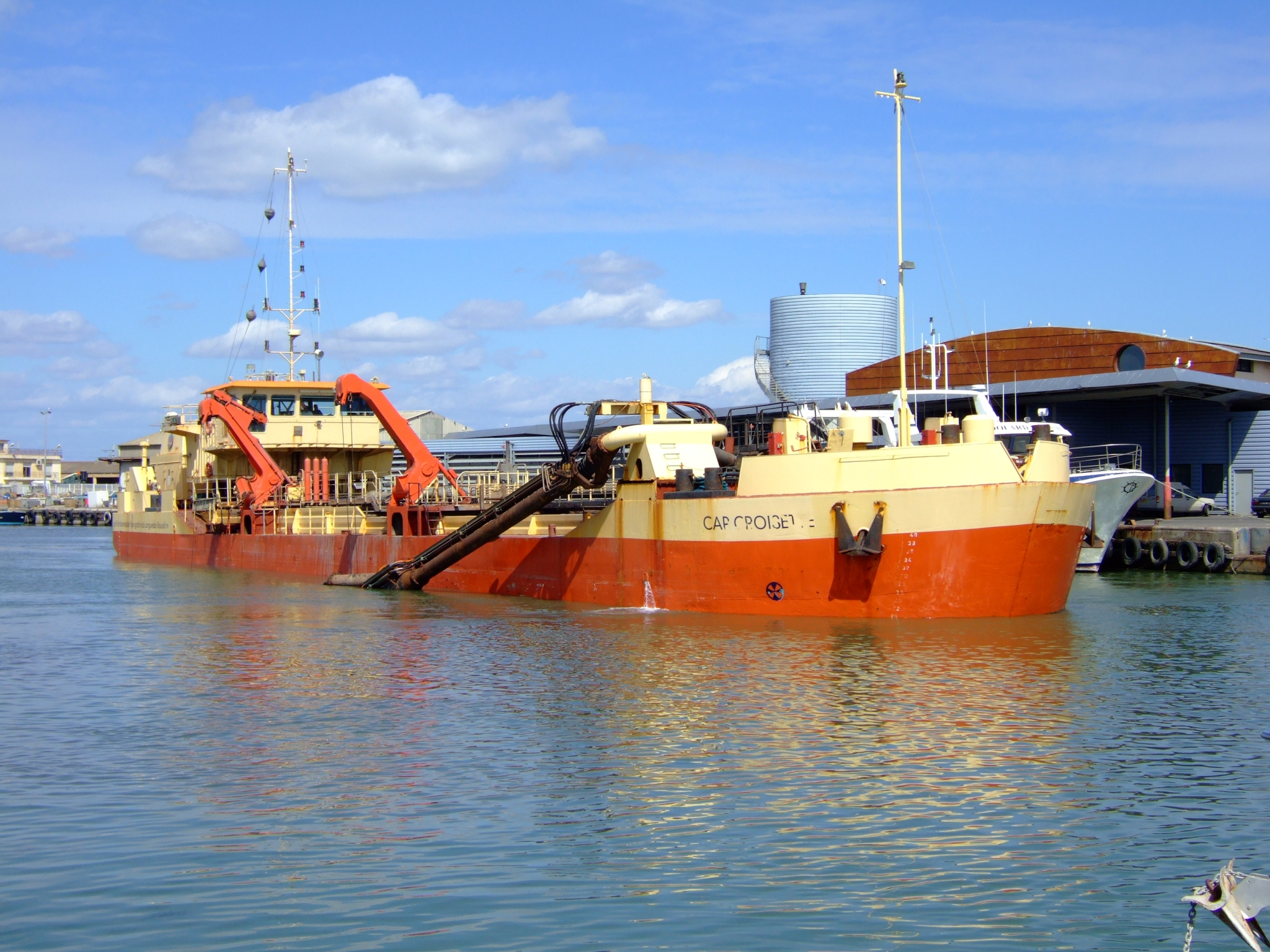
Le Cap Croisette en action dans le port de Port-la-Nouvelle.

La drague à élinde traînante (aussi appelé drague aspiratrice en marche) est un navire qui aspire les matériaux présents au fond de l'eau à l'aide d'un ou plusieurs tubes (élinde) traînant le long de la coque et reliés à un système de pompage.

## Description
Les matériaux sont stockés à bord du navire (dans le cas d'une drague porteuse) ou dans des barges stationnées à proximité.

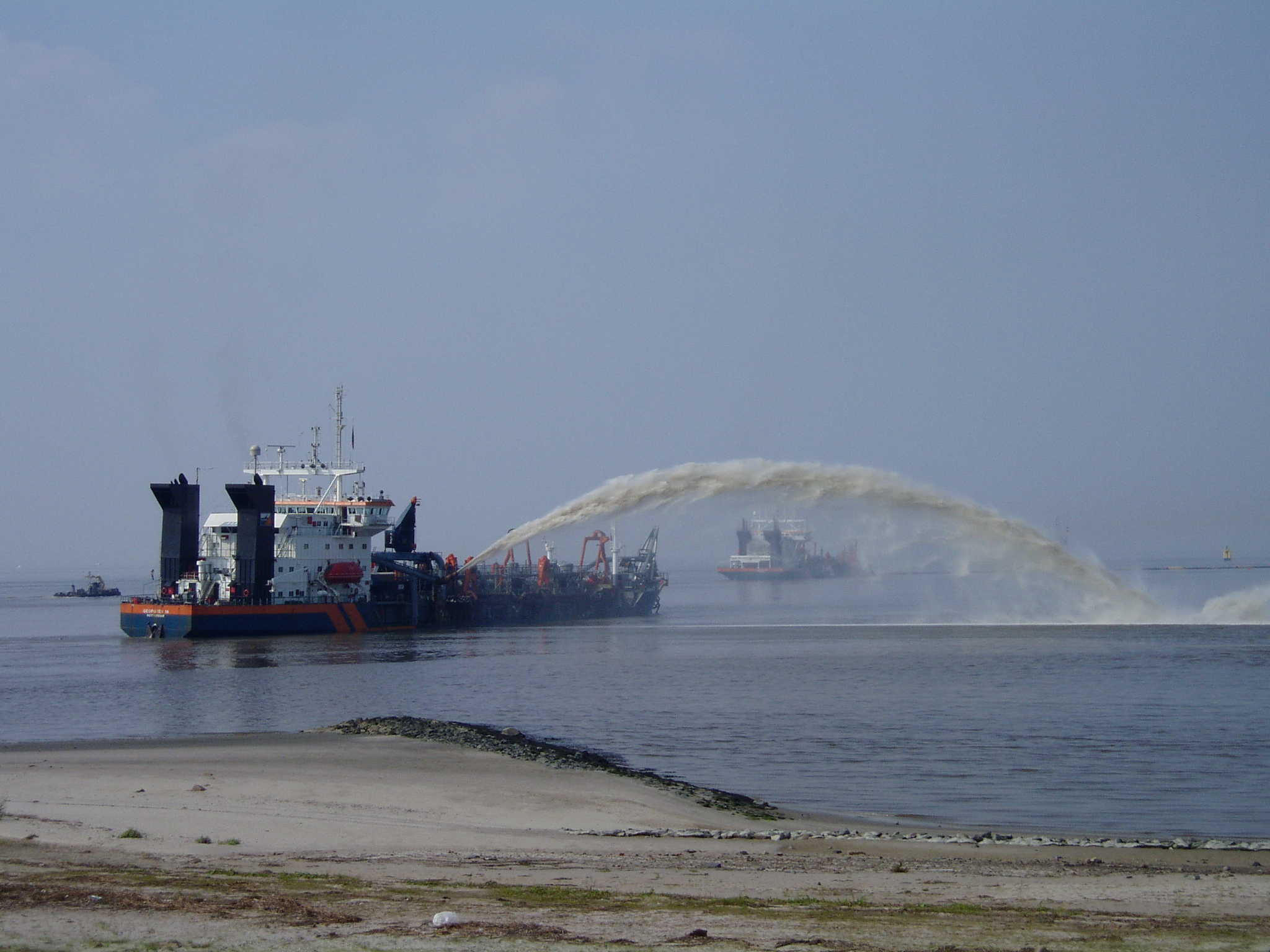
Le Geopotes 14 en train de décharger par refoulement.

Le déchargement d'une drague porteuse est réalisé soit par clapage (ouverture de volets dans le fond des cales) soit par refoulement dans une conduite ou à la proue du navire pour le rechargement de plages par exemple (on parle alors de rainbow).
Les dragues porteuses sont utilisées pour transporter les matériaux extraits sur des distances plus ou moins longues.
Les dragues porteuses à élinde traînante utilisent un réseau relativement complexe de tuyauteries permettant le remplissage et le vidage des cales en utilisant généralement la même pompe. Le diamètre de ces tuyauteries peut atteindre 1,6 m.
Une drague de grande capacité (30 000 m3 de puits) travaillant à plein temps peut déplacer jusqu'à 3 000 000 m3 par mois, soit l'équivalent d'une piscine de 100 ha (1 km2) et de 3 m de profondeur.
Ce type de drague est employé pour la maintenance des ports et chenaux, pour l'extraction de matériaux (sables, graviers), pour la construction de remblais (îles, quai) ou pour le rechargement de plages.

## Entreprises et flotte
Les entreprises belges et néerlandaises sont les leaders mondiaux des travaux maritimes à l'aide de dragues à élinde traînante, parmi lesquels DEME (notamment le Jade River et le Congo River), Van Oord, de la société luxembourgeoise Jan De Nul (Pedro Álvares Cabral et Bartolomeu Dias) et Boskalis. On peut également citer des entreprises de taille plus modeste comme De Boer, Rohde Nielsen, Van der Kamp ou encore le groupe Van den Herik.
La plus grosse drague à élinde traînante actuellement en service est le Christophe Colomb, de l'entreprise belge Jan de Nul, avec une capacité d'emport de 46 000 m3.